# Barry Goudreau
Barry Goudreau (Boston, 29 novembre 1951) è un chitarrista statunitense.
È famoso per essere stato il chitarrista dei Boston.

## Biografia
Inizia a suonare la chitarra sin da piccolo. Alla fine degli anni sessanta conosce Tom Scholz con il quale fonda i Boston, dove successivamente entrerà anche Brad Delp. Un demo fa ottenere loro un contratto discografico con la Epic Records. Dopo i primi due album lascia la band per contrasti con Scholz, e si dedica ad un progetto solista. Successivamente, nel 1984 fonda il progetto "Orion the Hunter" e nel 1990 i "Return to Zero".

## Discografia

### Con i Boston
- 1976 - Boston
- 1978 - Don't Look Back

### Solista
- 1980 - Barry Goudreau

### Con gli Orion the Hunter
- 1984 - Orion the Hunter

### Con i Return to Zero
- 1991 - Return to Zero
- 1999 - Lost
- 2004 - Lost and Found

### Con Brad Delp
- 2006 - Delp and Goudreau